# گل‌خورک ماری
گل‌خورک ماری (نام علمی: Scartelaos tenuis) نام یک گونه از سرده Scartelaos تیره گاوماهیان است.